# La Gouvernante
Pour les articles homonymes, voir Gouvernante (homonymie).
Pour plus de détails, voir Fiche technique et Distribution.
La Gouvernante (La governante) est une comédie érotique italienne réalisée par Giovanni Grimaldi, sortie en 1974.

## Synopsis
À Catane, dans la maison de la famille Platania, une jeune Française, Caterina Leher, arrive comme gouvernante. Leopoldo, un veuf âgé, vit dans ce noyau familial ; son fils Enrico est engagé dans des aventures extraconjugales ; la belle-fille Elena, une intellectuelle, se laisse courtiser discrètement par l'écrivain Alessandro Bonivaglia, un invité de la maison. Tous sont fidèlement servis par une jeune fille naïve : Jana.

## Fiche technique
Sauf indication contraire, les informations mentionnées dans cette section peuvent être confirmées par la base de données cinématographiques IMDb,  présente dans la section « Liens externes ».
- Titre original : La governante
- Titre français : La Gouvernante[1]
- Réalisation : Giovanni Grimaldi
- Scénario : Giovanni Grimaldi, Vitaliano Brancati
- Photographie : Gastone Di Giovanni
- Musique : Piero Umiliani
- Montage : Daniele Alabiso
- Société de production : Cinematografica Princeps
- Format : Couleur
- Pays de production :  Italie
- Langue de tournage : italien
- Genre : comédie érotique italienne
- Durée :  111 minutes
- Date de sortie : 
  - Italie : 1er février 1974

## Distribution
- Turi Ferro : Leopoldo Platania
- Martine Brochard : Catherine
- Paola Quattrini : Elena
- Pino Caruso : Enrico Platania
- Agostina Belli : Jana
- Vittorio Caprioli : Alessandro, l'écrivain